# Live & Murderous in Chicago
Live & Murderous in Chicago er en DVD-udgivelse fra Papa Roach. DVD'en gengiver primært en koncert, afholdt i Chicago. Derudover er der få minutters backstagemateriale før, efter og under koncerten. Ydermere, er alle musikvideoer op til Scars inkluderet på DVD'en.
| Musik | Spire Denne musikartikel er en spire som bør udbygges. Du er velkommen til at hjælpe Wikipedia ved at udvide den. |